# Ambroise Thomas
Charles Louis Ambroise Thomas (Metz, 5 augustus 1811 – Parijs, 12 februari 1896) was een Frans componist.

## Levensloop
Als zoon van een musicus, raakte hij als kind al snel vertrouwd met de viool en de piano. Zijn muzikale opleiding begon hij in 1828 aan het Conservatoire de Paris bij Jean-François Lesueur. Ook studeerde hij nog enige jaren in Italië (de beloning voor het winnen van de Franse Prix de Rome met zijn cantate Hermann et Ketty in 1832) en Duitsland. Weer terug in Parijs in 1835 wijdde hij zich volledig aan het componeren. In 1837 vond de première plaats van zijn eerste opera La Double Echelle in de Opera-Comique te Parijs.
Omdat zijn werk redelijk ontvangen werd in the Opéra-Comique, wilde hij zich nu richten op de Opéra de Paris, maar vanwege de zwaargewichten in de concurrentie, onder wie Jacques Fromental Halévy, Daniel Auber en Giacomo Meyerbeer, was dat niet haalbaar, waardoor hij zich moest beperken tot de Opéra-Comique en andere werkzaamheden op compositiegebied.
In 1849 had hij weer succes met zijn werk Le Caïd, en in 1850 met Le Songe d'une nuit d'été waardoor hij zich een eervolle plaats verwierf als Franse operacomponist. In 1851 werd hij binnengehaald als lid van de Académie des beaux-arts, terwijl Hector Berlioz, die bij de verkiezing maar één stem had behaald, werd afgewezen.     
In 1856 werd hij docent compositie aan het Conservatoire de Paris, waar onder anderen Jules Massenet, Francis Thomé, Teobaldo Power y Lugo-Viña, Charles Édouard Lefèbvre, Raoul Pugno en later ook George Enescu zijn studenten waren. 
Zijn grote doorbraak bereikte in hij 1866 en 1868 met zijn werken Mignon en Hamlet, waarmee zijn naam als groot operacomponist gevestigd was.
Na als vrijwilliger in de Frans-Pruisische Oorlog van 1870 meegevochten te hebben, volgde hij in 1871 Daniel Auber op als directeur van het Conservatoire de Paris. Deze post bekleedde hij tot zijn dood in 1896. Onder zijn leiding richtte het instituut zich sterk op de opera.

## Composities

### Werken voor orkest
- 1865 Marche religieuse
- Fantaisie brillante, voor piano en orkest

### Werken voor harmonieorkest
- Ouverture tot de opera «Mignon»
- Ouverture tot de opera «Raymond» (of: «Le secret de la reine»)

### Missen, cantates en gewijde muziek
- 1832 Hermann et Ketty, {Prix de Rome-cantate)
- 1840 Requiem, voor gemengd koor en orkest
- Messe solennelle

### Muziektheater

#### Opera's
| Voltooid in | titel                                                          | aktes   | première                                                       | libretto |
| ----------- | -------------------------------------------------------------- | ------- | -------------------------------------------------------------- | --- |
| 1837        | La double Échelle                                              | 1 akte  | 23 augustus 1837, Parijs, Opéra Comique - Salle des Nouveautés | François-Antoine-Eugène Planard                                                                                  |
| 1838        | Le Perruquier de la régence                                    | 3 aktes | 30 maart 1838, Parijs, Opéra Comique                           | François-Antoine-Eugène de Planard en Paul Dupont                                                                |
| 1839        | Le Panier fleuri                                               | 1 akte  | 6 mei 1839, Parijs, Opéra Comique                              | Adolphe de Leuven (eigenlijk: Adolphe de Ribbing) en Léon Lhérie (eigenlijk: Léon Levy Brunswick)                |
| 1840        | Carline                                                        | 3 aktes | 24 februari 1840, Parijs, Opéra Comique                        | Adolphe de Leuven en Léon Levy Brunswick                                                                         |
| 1841        | Le Comte de Carmagnola                                         | 2 aktes | 19 april 1841, Parijs, Opéra Garnier                           | Augustin Eugène Scribe                                                                                           |
| 1842        | Le Guérillero                                                  | 2 aktes | 22 juni 1842, Parijs, Opéra Garnier                            | Théodore Anne |
| 1843        | Angélique et Médor                                             | 1 akte  | 10 mei 1843 Parijs, Opéra Comique - Salle Favart               | Thomas Marie François Sauvage                                                                                    |
| 1843        | Mina ou Le Ménage à trois                                      | 3 aktes | 10 oktober 1843, Parijs, Opéra Comique                         | François-Antoine-Eugène de Planard                                                                               |
| 1848-1849   | Le Caïd; oorspronkelijke geplande titel: Les Boudjous          | 2 aktes | 3 januari 1849, Parijs, Opéra Comique                          | Thomas Marie François Sauvage                                                                                    |
| 1850        | Le Songe d'une nuit d'été                                      | 3 aktes | 20 april 1850, Parijs, Opéra Comique - Salle de Nouveautés     | Joseph Bernard Rosier en Adolphe de Leuven                                                                       |
| 1851        | Raymond of: Le secret de la reine                              | 3 aktes | 5 juni 1851, Parijs, Opéra Comique - Salle Favart              | Joseph Bernard Rosier en Adolphe de Leuven                                                                       |
| 1853        | La Tonelli                                                     | 2 aktes | 30 maart 1853, Parijs, Opéra Comique                           | Thomas Marie François Sauvage                                                                                    |
| 1855        | La Cour de Célimène                                            | 2 aktes | 11 april 1855, Parijs, Opéra Comique                           | Joseph Bernard Rosier                                                                                            |
| 1856-1857   | Psyché                                                         | 3 aktes | 26 januari 1857, Parijs, Opéra Comique                         | Jules Barbier en Michel Florentin Carré                                                                          |
| 1857        | Le Carnaval de Venise                                          | 3 aktes | 9 december 1857, Parijs, Opéra Comique                         | Thomas Marie François Sauvage                                                                                    |
| 1859        | Gille et Gillotin; oorspronkelijke titel: Gillotin et son père | 1 akte  | 22 april 1874, Parijs, Opéra Comique - Salle Favart            | Thomas Marie François Sauvage                                                                                    |
| 1860        | Le roman d'Elvire                                              | 3 aktes | 4 februari 1860, Parijs, Opéra Comique                         | Alexandre Dumas en Adolphe de Leuven                                                                             |
| naar 1863   | Mignon                                                         | 3 aktes | 17 november 1866, Parijs, Opéra Comique                        | Jules Barbier en Michel Florentin Carré, naar Johann Wolfgang von Goethe, Wilhelm Meisters Lehrjahre (1795-1796) |
| naar 1863   | rev. Mignon                                                    | 3 aktes | einde november 1866 Parijs, Opéra Comique                      | Jules Barbier en Michel Florentin Carré, naar Johann Wolfgang von Goethe, Wilhelm Meisters Lehrjahre (1795-1796) |
| 1866-1868   | Hamlet                                                         | 5 aktes | 9 maart 1868, Parijs, Opéra Garnier                            | Jules Barbier en Michel Florentin Carré, naar het drama van William Shakespeare                                  |
| 1878        | Psyché 2e doorgecomponeerde versie                             | 3 aktes | 21 mei 1878, Parijs, Opéra Comique                             | Jules Barbier en Michel Florentin Carré                                                                          |
| 1870-1877   | Françoise de Rimini                                            | 5 aktes | 14 april 1882, Parijs, Opéra Garnier                           | Jules Barbier en Michel Florentin Carré, naar Dante Alighieri, La divina commedia: Inferno (1309)                |
| 1886        | Le Songe d'une nuit d'été 2e versie met recitatieven           | 3 aktes | 19 april 1886, Parijs, Opéra Comique - Salle Favart            | Joseph Bernard Rosier en Adolphe de Leuven                                                                       |

#### Balletten
| Voltooid in | titel      | aktes   | première | libretto | choreografie    |
| ----------- | ---------- | ------- | -------- | --- | --------------- |
| 1839        | La Gypsy   | 3 aktes |          | Jules-Henri Vernoy de Saint-Georges, naar Miguel de Cervantes Saavedra, Novelas ejemplares: La gitanilla (1613) | Joseph Mazilier |
| 1846        | Betty      | 2 aktes |          | niet bekend, naar de komedie van Alexandre Duval, La Jeunesse d'Henri V (1806)                                  | Joseph Mazilier |
| 1889        | La Tempête | 3 aktes |          | Jules Barbier, naar het drama van William Shakespeare                                                           | Joseph Hansen   |

### Kamermuziek
- Strijkkwartet in e-klein, op. 1